# Lycée Saint-Nicolas de Harbin
Le lycée Saint-Nicolas est un lycée de garçons situé à Harbin en Mandchourie qui exista de 1929 à 1949.

## Historique
C'est en 1929 que le lycée ouvre ses portes dans la ville de Harbin, à l'époque ville où se côtoyaient plus de cinquante nationalités, et parmi elles les représentants des peuples de l'ancien Empire russe qui émigrèrent ici à la fin du XIXe siècle pour la construction du chemin de fer de l'Est chinois et surtout après la révolution de 1917 et les années de la guerre civile russe. Plus de deux cent mille anciens sujets de l'Empire au nombre desquels les Russes étaient les plus nombreux, suivis des Polonais, des Ukrainiens et des Allemands de l'ancien Empire, y habitent à la fin des années 1920. Le lycée accueille dès l'origine des garçons orthodoxes ou catholiques.
Le programme est calqué sur celui de l'ancienne Russie impériale que l'on trouvait dans n'importe quel gymnasium avec des matières telles que l'histoire, la géographie, les mathématiques, la physique, la chimie, le russe bien sûr et les langues étrangères auxquelles on ajoute le chinois et le japonais. La religion et le sport sont particulièrement soignés. On y enseigne également le slavon d'église, le latin et le grec. Les anciens élèves poursuivent ensuite des carrières aux quatre coins du monde, dans le monde des affaires ou de l'entreprise.
Le lycée est dirigé par les prêtres de la congrégation catholique des marianistes polonais qui célèbrent dans le rite byzantin identique à celui des orthodoxes. Il est dirigé au début par le P. Fabian Abrantovitch qui est en même temps archimandrite et administrateur apostolique pour l'Église grecque-catholique russe de Mandchourie. Des prêtres qui ont reçu une formation poussée y enseignent, comme les PP. Joseph Hermanovitch (écrivain biélorusse sous le nom de d'Adnajy), Tomasz Podziawa, Kosmas Naoulovitch, et Pavel Portniaguine, ainsi que le prêtre diocésain Antoni Leszczewicz (béatifié en 1999), futur marianiste, et le P. Paul Chaleil (1913-1983), de nationalité française. Après la disparition du P. Abrantovitch, enlevé par le NKVD en 1939, le lycée est dirigé par le P. André Cikoto, M.I.C., qui apprend à célébrer selon le rite byzantin et devient archimandrite.
Le lycée a également suscité des vocations nombreuses, parmi lesquelles on peut distinguer le futur évêque catholique André Katkoff ; des prêtres uniates, ou orthodoxes (comme le P. Grigori Malychev).
Les prêtres et deux enseignants laïcs sont arrêtés à la fin de décembre 1948 par des soldats de l'armée populaire chinoise qui ferment aussitôt le lycée. Mais déjà un grand nombre d'Européens de Harbin avait émigré depuis la fin de la Seconde Guerre mondiale, principalement au Canada, aux États-Unis et en Australie, et une minorité d'entre eux part pour l'URSS, où ses membres sont arrêtés à leur arrivée. Ceux qui restent connaissent la déportation. C'est ce qui arrive aux marianistes arrêtés. Les PP. Cikoto, Chaleil, Hermanovitch, Podziawa et Portniaguine sont déportés en Sibérie. Les PP. Cikoto et Portniaguine trouvent la mort au goulag ; les autres une fois libérés trouvent refuge en occident. Le P. Chaleil œuvre ensuite avec les uniates russophones de France.